# Staudamm von Ermita de la Virgen del Pilar
Der Staudamm von Ermita de la Virgen del Pilar war eine römische Stauanlage auf der Gemarkung der spanischen Gemeinde Monforte de Moyuela in der Provinz Teruel in Aragonien. Die wenigen erhalten Reste lassen eine recht detaillierte Rekonstruktion des im 1. Jahrhundert als Gewichtsstaumauer errichteten Absperrbauwerks zu.
Demnach wurde die Stauanlage in zwei Phasen ausgebaut. Zunächst konstruierte man im steil abfallenden Tal des Río Santa Maria, eines Zuflusses des Río Moyuela, eine etwa 52 Meter lange und 14 Meter hohe Staumauer. Die 6,90 Meter starke Konstruktion bestand zum einen aus einer 4,30 Meter breiten talseitigen Schalmauer, die mit Hausteinen verkleidet und mit Bruchsteinen in Mörtel verfüllt war. Zum anderen befand sich wasserseitig eine 2,60 Meter breite Verschalung aus opus quadratum, die entlang der Innenschale etwa 1 Meter stark in ganzer Höhe mit opus caementitium verfüllt war, während der Rest der Verfüllung zum opus quadratum hin aus mit Mörtel vermischtem kleinteiligen Material bestand. Die etwa 5,90 Meter breite Mauerkrone dieser ersten Phase besaß einen Boden aus sauber verlegten Steinen. 
Etwa 50 Jahre nach dem Bau dieser ersten Konstruktion wurde die Staumauer um etwa 2,60 auf 16,60 Meter erhöht. Hierzu wurde auf die ursprüngliche Mauerkrone eine etwa 5,40 Meter breite, zweischalige Mauer in opus incertum gesetzt, die mit Mörtel und Bruchsteinen verfüllt wurde. Die Länge der Staumauer erhöhte sich durch dies Maßnahme auf etwa 86 Meter. Das Fassungsvermögen des Stausees konnte von ca. 250 000 Kubikmetern auf 450 000 Kubikmeter gesteigert werden. 
Mit einer Basisbreite von 6,90 Meter und einer Höhe von 16,60 Meter war die Konstruktion sehr labil, setzt man für Gewichtsstaumauer ein Verhältnis von 2:3 als ausreichend voraus, um dem Wasser-, vor allem aber dem Sedimentdruck standzuhalten. Der Staudamm von Ermita de la Virgen del Pilar scheint auch nur ungefähr weitere 50 Jahre gestanden zu haben, bevor er wohl unter dem Druck der angeschwemmten Sedimente zusammenbrach. 
Gänzlich unklar ist die Funktion des Staudamms, da es in seiner Nähe keine römische Siedlung oder Stadt gab, zu deren Versorgung er hätte beitragen können. Auch Villen oder Latifundien entsprechender Zeitstellung sind aus dem Gebiet nicht bekannt, so dass sich auch ein Einsatz zur Bewässerungsregulierung nicht erschließen lässt.